# 1 Dywizja Landwehry (Cesarstwo Niemieckie)

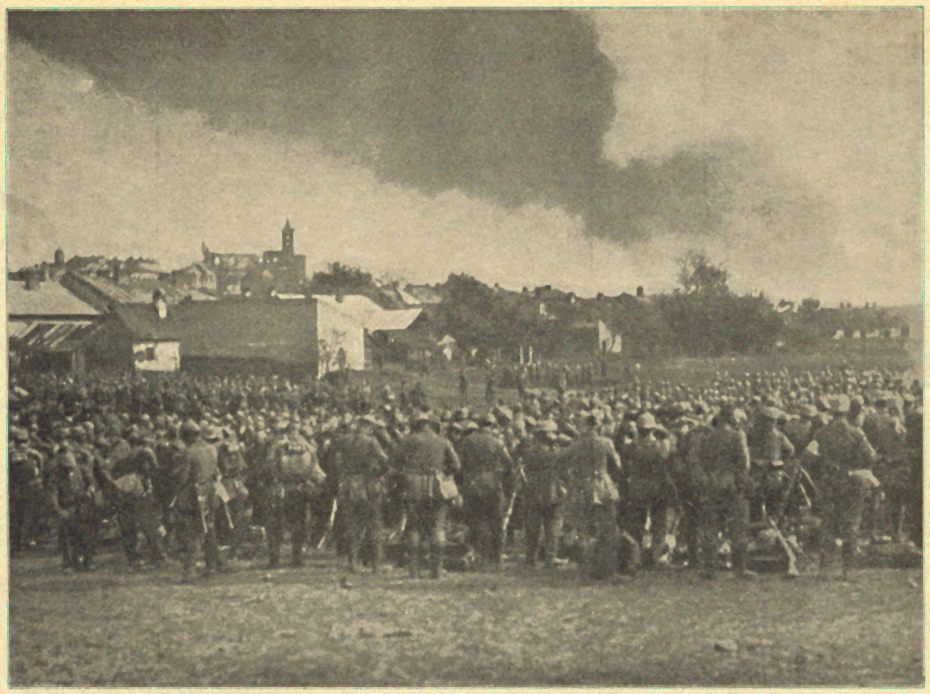
Żołnierze niemieccy na tle Gorlic przygotowują się do pościgu za Rosjanami

1 Dywizja Landwehry (niem. 1. Landwehr-Division (Deutsches Kaiserreich)) – niemiecki związek taktyczny okresu Cesarstwa Niemieckiego, zmobilizowany w 1914.
Żołnierze 1 Dywizji Landwehry wzięli udział w bitwie pod Gąbinem w 1914 i w bitwie pod Gorlicami w maju 1915.

## Skład podczas mobilizacji
- 33. gemischte Landwehr-Brigade
  - Landwehr-Infanterie-Regiment Nr. 75
  - Landwehr-Infanterie-Regiment Nr. 76
  - 2.Garde-Landwehr-Eskadron
  - 1.Landwehr-Eskadron/IX. Armeekorps
  - 1.Landwehr-Batterie/IX. Armeekorps
- 34. gemischte Landwehr-Brigade
  - Landwehr-Infanterie-Regiment Nr. 31
  - Landwehr-Infanterie-Regiment Nr. 84
  - 3.Garde-Landwehr-Eskadron
  - 2.Landwehr-Eskadron/IX. Armeekorps
  - 2.Landwehr-Batterie/IX. Armeekorps
- 37. gemischte Landwehr-Brigade
  - Landwehr-Infanterie-Regiment Nr. 73
  - Landwehr-Infanterie-Regiment Nr. 74
  - 2.Landwehr-Eskadron/X. Armeekorps
  - II. Landwehr-Feldartillerie-Abteilung/X. Armeekorps
- 38. gemischte Landwehr-Brigade 
  - Landwehr-Infanterie-Regiment Nr. 77
  - Landwehr-Infanterie-Regiment Nr. 78
  - 3.Landwehr-Eskadron/X. Armeekorps

## Skład pod koniec I wojny światowej
- 34. Landwehr-Brigade:
  - Landwehr-Infanterie-Regiment Nr. 31
  - Landwehr-Infanterie-Regiment Nr. 33
  - Landwehr-Infanterie-Regiment Nr. 84
  - 3. Eskadron/Jäger-Regiment zu Pferde Nr. 12
- Artillerie-Kommandeur 128:
  - Feldartillerie-Regiment Nr. 96
- Stab Pionier-Bataillon Nr. 401:
  - 1.Ersatz-Kompanie/Pionier-Bataillon Prinz Radziwill (Ostpreußisches) Nr. 1
  - 2.Landwehr-Pionier-Kompanie/II. Armeekorps
  - Minenwerfer-Kompanie Nr. 301
- Divisions-Nachrichten-Kommandeur 501